# Єлизаветинська
Єлизаве́тинська — станиця в Краснодарському краї. Адміністративно підпорядкована адміністрації міста Краснодар. Центр Єлизаветинського сільського округу.
Населення — 19 тис. мешканців (2002).
Станиця розташована на високому правом березі Кубані, за 7 км на захід від центру Краснодара, навпроти адигейського аулу Хаштук.
Більшість мешканців працює в Краснодарі.
Провідними видами транспорту, зв'язуючими станицю з містом Краснодар, є маршрутні таксі (32, 32"а", 10"а") і автобуси (33, 66 тощо). У самій Єлизаветинській налагоджена робота маршруту 3 «а».

## Історія
Наприкінці XVIII століття на місці майбутньої станиці з'явився укріплений піст Чорноморських козаків Єлизаветинський. Назву свою він отримав на честь дружини Олександра I Єлизаветі Олексіївни. Поруч з постою посадою розташовувалось курінне поселення Тимашевське, в 1807 переселене північніше (див. Тимашевськ). У 1821 року на місці посту було утворено курінне селище Єлизаветинське (з 1842 — станиця). Населення його становили Дніпровські козаки, переселені на Кубань слідом за чорноморцями у першій чверті XVIII століття. До 20-х років XX століття станиця Єлизаветинська входила в Єкатеринодарський відділ Кубанської області.

## Уродженці
Христюк Павло Оникійович (1890 — 19 вересня 1941 р.) — міністр кількох урядів УНР, член Української Центральної Ради.